# Hôpital sino-gabonais de Libreville
L'Hôpital Sino-Gabonais est un hôpital à Libreville au Gabon.

## Description
Fondé en 1975, un an après l’établissement le 24 avril 1974 des relations entre le Gabon et la chine, l'hôpital est situé dans le troisième arrondissement de Libreville dans le quartier Belle vue 2.
Le corps médical est constitué de médecins chinois et gabonais,.
Les services de l'établissement sont : Acuponcture, Maternité, Cardiologie, Ophtalmologie, Chirurgie, ORL, Consultation pré et post natale, Pédiatrie, Dermatologie, Radiologie et Laboratoire d'analyses médicales.